# 松井田町土塩
松井田町土塩（まついだまちひじしお）は、群馬県安中市の地名。旧碓氷郡松井田町大字土塩にあたる地名である。郵便番号は379-0217。面積は7.57km2(2010年現在)。

## 地理
九十九川の上流域に位置している。
地内は通称「奥土塩」と「土塩」に分かれている。

## 歴史
江戸時代頃からある地名で、安中藩領だった。

### 年表
- 1889年 町村制施行により碓氷郡松井田町、臼井町、坂本町、西横野村、九十九村、細野村が成立し、碓氷郡細野村となる
- 1954年 松井田町、臼井町、坂本町、西横野村、九十九村、細野村の6町村が合併して新たに碓氷郡松井田町土塩となる。
- 2006年3月18日 松井田町が安中市と合併し、安中市松井田町土塩となる。

### 地名の由来
一説にはかつて岩塩を産したことに由来する。

## 世帯数と人口
2017年（平成29年）7月31日現在の世帯数と人口は以下の通りである。
| 町丁         | 世帯数  | 人口  |
| ------------ | ------- | ----- |
| 松井田町土塩 | 241世帯 | 614人 |

## 教育
市立小・中学校に通う場合、学区は以下の通りとなる。
| 番地 | 小学校             | 中学校                 |
| ---- | ------------------ | ---------------------- |
| 全域 | 安中市立細野小学校 | 安中市立松井田北中学校 |

## 交通

### 鉄道
鉄道駅はない。

### 道路
国道はなく県道は群馬県道33号渋川松井田線と群馬県道216号長久保郷原線がある。

## 施設
- 土塩1区住民センター
- 細野四区多目的集会施設
- 熊野神社

## 避難所
指定緊急避難場所
- 土塩2区公会堂 (低地にあるため、水害時の避難には注意が必要とされている。)[7]
- 土塩1区住民センター (土砂災害警戒区域にあるため、土砂災害時の避難には不適とされている。)
- 細野4区多目的集会施設 (土砂災害警戒区域にあるため、土砂災害時の避難には不適とされている。)

指定避難所
- 細野ふるさとセンター[8]